# فردی ام. میورر
فردی ام. میورر (انگلیسی: Fredi M. Murer؛ زادهٔ ۱ اکتبر ۱۹۴۰) کارگردان فیلم، و فیلم‌نامه‌نویس اهل سوئیس است.